# (8765) Limosa
(8765) Limosa ist ein Asteroid des mittleren Hauptgürtels, der am 29. September 1973 von dem niederländischen Astronomenehepaar Cornelis Johannes van Houten und Ingrid van Houten-Groeneveld entdeckt wurde. Die Entdeckung geschah im Rahmen der 2. Trojaner-Durchmusterung, bei der von Tom Gehrels mit dem 120-cm-Oschin-Schmidt-Teleskop des Palomar-Observatoriums aufgenommene Feldplatten an der Universität Leiden durchmustert wurden, 13 Jahre nach Beginn des Palomar-Leiden-Surveys.
Der italienische Astronom Vincenzo Zappalà definiert in einer Publikation von 1995 (et al.) eine Zugehörigkeit des Asteroiden zur Lydia-Familie, einer nach (110) Lydia benannten Gruppe von Asteroiden. Nach der SMASS-Klassifikation (Small Main-Belt Asteroid Spectroscopic Survey) wurde bei einer spektroskopischen Untersuchung von Gianluca Masi, Sergio Foglia und Richard P. Binzel bei (8765) Limosa von einer dunklen Oberfläche ausgegangen, es könnte sich also, grob gesehen, um einen C-Asteroiden handeln.
(8765) Limosa ist nach der Uferschnepfe benannt, einem Schnepfenvogel, deren wissenschaftlicher Name Limosa limosa lautet. Zum Zeitpunkt der Benennung des Asteroiden am 2. Februar 1999 befand sich die Uferschnepfe auf der niederländischen und europäischen Roten Liste gefährdeter Arten.